# Станіслав Белжецький
Станіслав Ігнатович Белжецький (1856, Піньківка на Поділлі — 6 лютого 1932, Варшава) — польський інженер-будівельник залізниць і мостів, професор.

## Освіта та діяльність
Закінчив Білоцерківську гімназію в 1878 році, потім навчався на інженера в Петербурзі в Інституті інженерів шляхів сполучення. Диплом отримав у 1884 р.
Працював на Петербурзько-Варшавській залізниці, на залізниці Москва — Єкатеринбург, а найдовше (1888—1904) і найплідніше — на залізницях північного передового краю Кавказу. Вже тоді він почав спеціалізуватися на будівництві мостів і водопропускних труб через колії, ряд з яких проєктував (у тому числі в Гродно, Ростові, через річки Терек і Самур). З 1895 читав лекції в альма-матер і проводив наукові дослідження. На початку 20 століття він поїхав до Парижа, де слухав лекції місцевих залізничників. У 1907 році розпочав наукову та викладацьку роботу в Петербурзькому технічному університеті, де згодом отримав звання доцента. Крім того, у 1906—1918 роках він читав лекції в Інституті зв'язку та Артилерійській академії. Після Жовтневої революції в 1921 році виїхав до Польщі, де в 1922 році отримав звання почесного професора та кафедру у Варшавському технічному університеті на будівельному факультеті. У 1930 році став почесним доктором Львівського технічного університету

### Наукова діяльність
Наукові публікації Белжецького в основному стосувалися будівництва мостів і водопропускних труб, одна з них отримала нагороду Петербурзького відділення Академії наук у 1898 році. Розробив концепцію т. зв. Водопропускна труба Белжець.
Похований на цвинтарі Повонзкі у Варшаві.